# Calotis xanthosioidea
Calotis xanthosioidea là một loài thực vật có hoa trong họ Cúc. Loài này được Domin mô tả khoa học đầu tiên năm 1929.